# 司法制度改革審議会
司法制度改革審議会（しほうせいどかいかくしんぎかい）とは、日本において司法制度改革審議会設置法によって1999年7月27日から2001年7月26日までの間、内閣に設置された審議会のこと。法科大学院や裁判員制度の骨格もこの審議会で決定された。
設置法2条によれば、二十一世紀の我が国社会において司法が果たすべき役割を明らかにし、国民がより利用しやすい司法制度の実現、国民の司法制度への関与、法曹の在り方とその機能の充実強化その他の司法制度の改革と基盤の整備に関し必要な基本的施策について調査審議することを所掌事務としていた。委員長は佐藤幸治近畿大学教授（当時）・京都大学名誉教授で委員13名より構成されていた。

## 「司法制度改革審議会意見書 -- 21世紀の日本を支える司法制度」
この審議会が2001年6月12日、「司法制度改革審議会意見書 -- 21世紀の日本を支える司法制度」と題して、
1. 知的財産高等裁判所の設置
2. 法科大学院の設置
3. 裁判員制度の導入
4. 行政事件訴訟法の改正
5. ADR制度の充実

など広範にわたる提言をまとめた。

## 審議委員
法律家	
- 佐藤幸治 法学者(法廷経験なし) 近畿大学法学部教授 京都大学名誉教授
- 井上正仁 法学者(法廷経験なし) 東京大学法学部教授
- 竹下守夫 法学者(法廷経験なし) 一橋大学名誉教授・駿河台大学長
- 藤田耕三 弁護士(法曹 裁判官)（元広島高等裁判所長官）※民事専門、刑事経験なし
- 水原敏博 弁護士(法曹 検察官)（元名古屋高等検察庁検事長）
- 中坊公平 弁護士(法曹 弁護士廃業)（元日本弁護士連合会会長）(元住宅金融債権管理機構社長)

非専門家
- 北村敬子 商学者   中央大学商学部長
- 鳥居泰彦 経済学者 慶應義塾大学学事顧問（前慶應義塾長）
- 曽野綾子 作家 財団法人代表  日本船舶振興会会長
- 石井宏治 企業経営者 (株)石井鐵工所代表取締役社長
- 山本勝   企業経営者 東京電力(株)取締役副社長
- 高木剛   組合代表 日本労働組合総連合会副会長
- 吉岡初子 消費者団体代表 主婦連合会事務局長

(職名はすべて当時)

## 年表
- 1988年 矢口洪一最高裁長官(当時)が陪審制・参審制の研究のため裁判官の海外派遣を指示。

同年、竹﨑博允判事（当時46歳）(2008年、最高裁長官に就任)を米国に派遣、1989年、山室惠判事（当時42歳）(2004年、東京大学大学院法学政治学研究科教授に就任)を同じく米国に派遣、1990年、白木勇判事（当時45歳）(2009年、最高裁判所判事に就任）を英国に派遣し、陪審制及び参審制の調査を行なわせた。
- 1997年12月3日 橋本内閣に設置された行政改革会議の最終報告で「事後監視・救済型社会への転換を図るために」司法制度改革の必要性が指摘される[1]
- 1999年 7月27日 司法制度改革審議会を小渕内閣に設置
- 2000年 9月 司法制度改革審議会で、最高裁側から、市民が評決権を持たない参審制が提案され、委員の一部は最高裁の抵抗と受け止めた。
- 2001年 1月 司法制度改革審議会で陪審制かそれとも参審制かで意見が分かれるなか、審議会ヒアリングで松尾浩也が初めて「裁判員」という言葉を使った。
- 2001年 6月 司法制度改革審議会が最終意見書「司法制度改革審議会意見書 -- 21世紀の日本を支える司法制度」を小泉内閣に提出
- 2001年12月 司法制度改革推進本部（本部長は小泉首相）を小泉内閣に設置
- 2002年 3月 司法制度改革推進計画を閣議決定
- 2002年

【第154回国会（平成14年　1月〜　7月）で成立した法律】
1. 司法書士法及び土地家屋調査士法の一部を改正する法律
2. 弁理士法の一部を改正する法律

【第155回国会（平成14年10月〜12月）で成立した法律】
1. 学校教育法の一部を改正する法律
2. 司法試験法及び裁判所法の一部を改正する法律
3. 法科大学院の教育と司法試験等との連携等に関する法律

- 2003年

【第156回国会（平成15年　1月〜　7月）で成立した法律】
1. 法科大学院への裁判官及び検察官その他の一般職の国家公務員の派遣に関する法律
2. 裁判の迅速化に関する法律
3. 民事訴訟法等の一部を改正する法律
4. 人事訴訟法
5. 司法制度改革のための裁判所法等の一部を改正する法律
6. 担保物権及び民事執行制度の改善のための民法等の一部を改正する法律
7. 仲裁法

- 2004年

【第159回国会（平成16年　1月〜　6月）で成立した法律】
1. 弁護士法の一部を改正する法律
2. 労働審判法
3. 刑事訴訟法等の一部を改正する法律
4. 裁判員の参加する刑事裁判に関する法律
5. 総合法律支援法
6. 行政事件訴訟法の一部を改正する法律
7. 知的財産高等裁判所設置法
8. 裁判所法等の一部を改正する法律
9. 判事補及び検事の弁護士職務経験に関する法律

【第161回国会（平成16年10月〜12月）で成立した法律】
1. 労働組合法の一部を改正する法律
2. 裁判外紛争解決手続の利用の促進に関する法律
3. 裁判所法の一部を改正する法律

- 2004年 1月 与党の自民党と公明党は、裁判員制度の合議体の構成について「裁判員6人と裁判官3人」で合意
- 2004年11月30日 司法制度改革推進本部の設置期限到来